# Kirche der Heiligen Muttergottes (Aleppo)

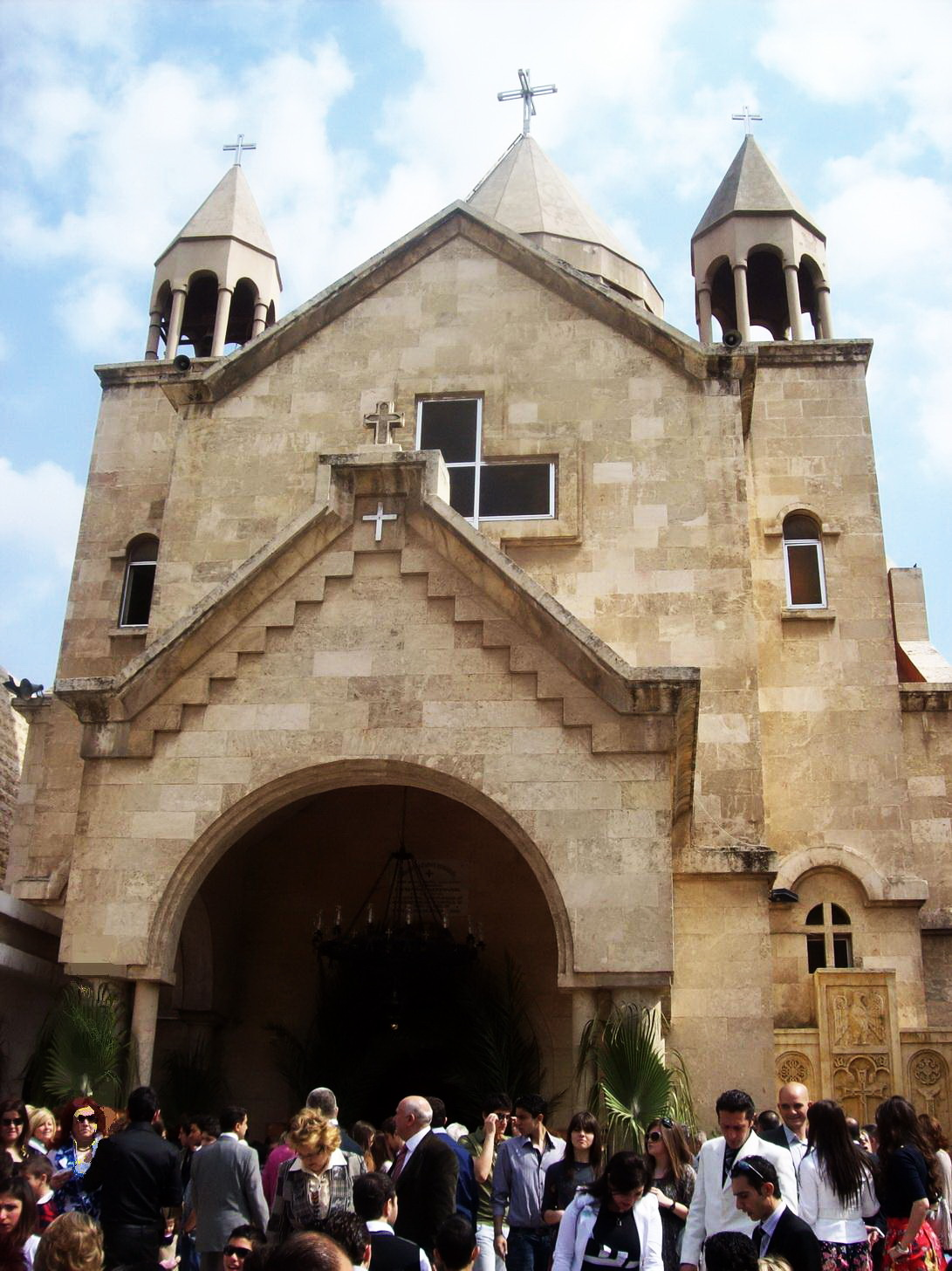
Kirche der Heiligen Muttergottes in Aleppo, 2010

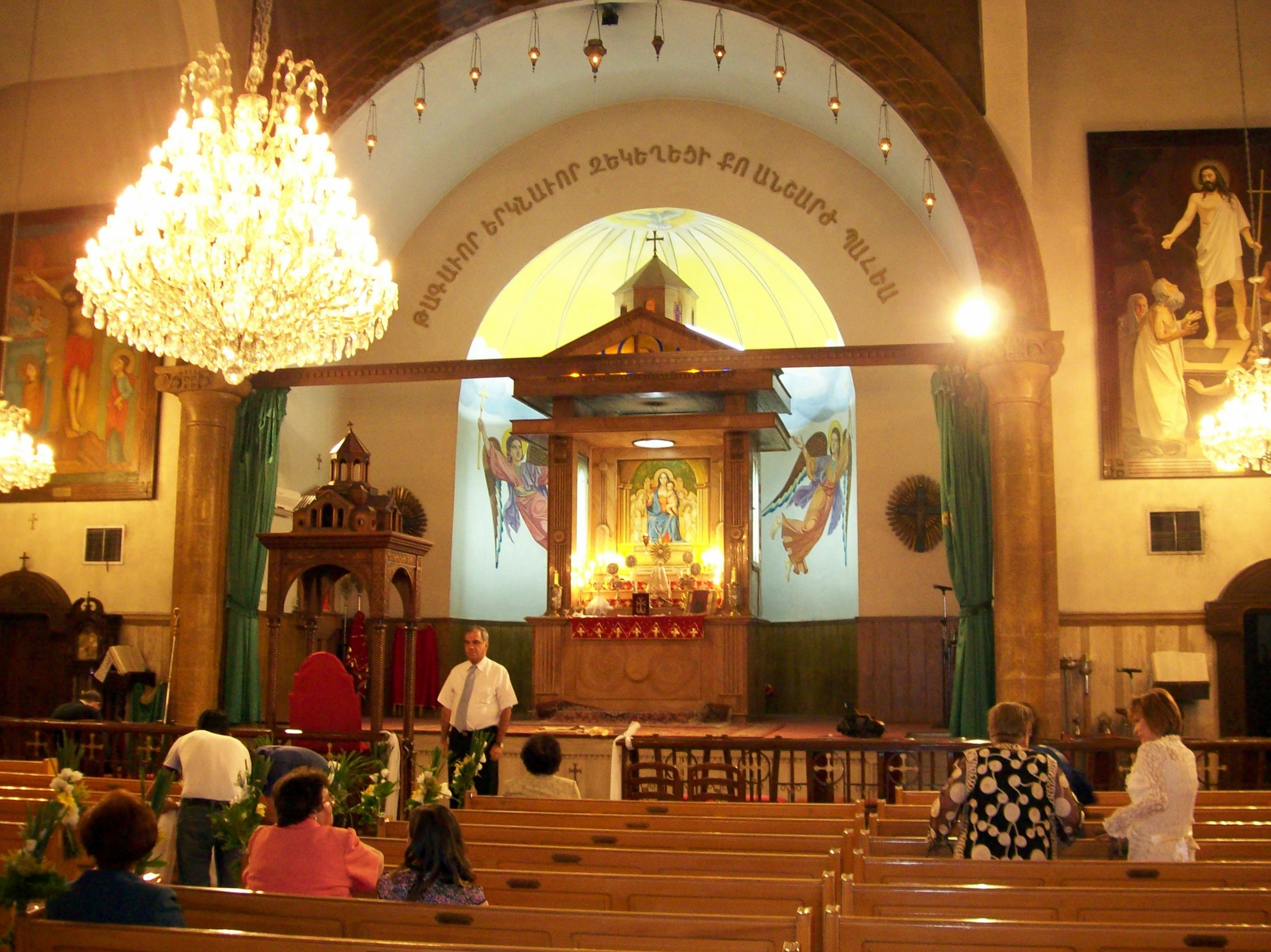
Innenansicht der Kirche, 2009

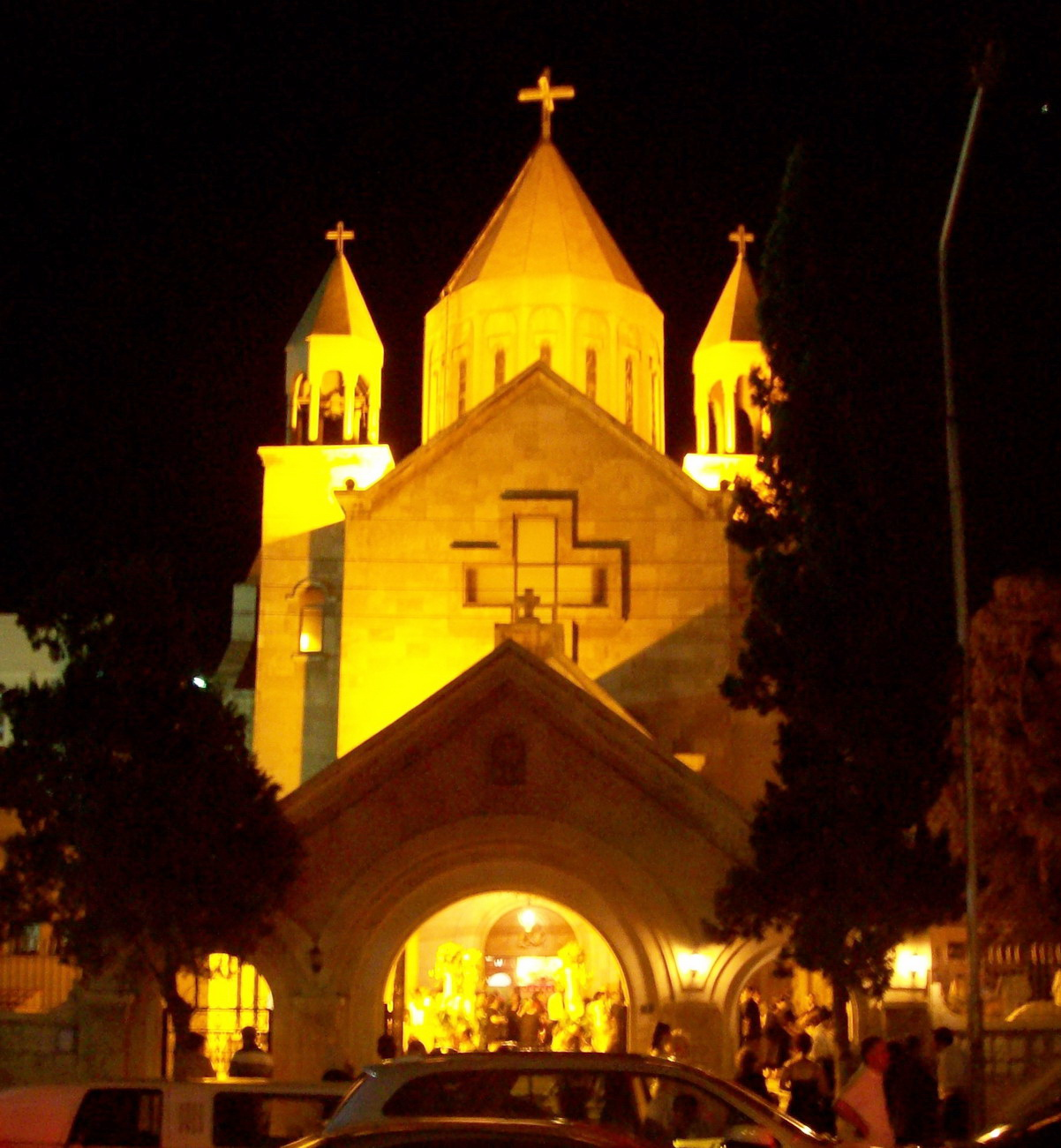
Ansicht bei Nacht, 2009

Die Kirche der Heiligen Muttergottes (arabisch كنيسة السيدة العذراء مريم, DMG Kanīsat as-Sayyida al-ʿAḏrāʾ Maryam, armenisch Սուրբ Աստուածածին Եկեղեցի Surb Astwazazin jekeghezi) ist eine Kirche der Armenischen Apostolischen Kirche in der syrischen Stadt Aleppo. Sie befindet sich im Stadtteil Sulaymaniyah.

## Vorgängerkirche in al-Dschudaide

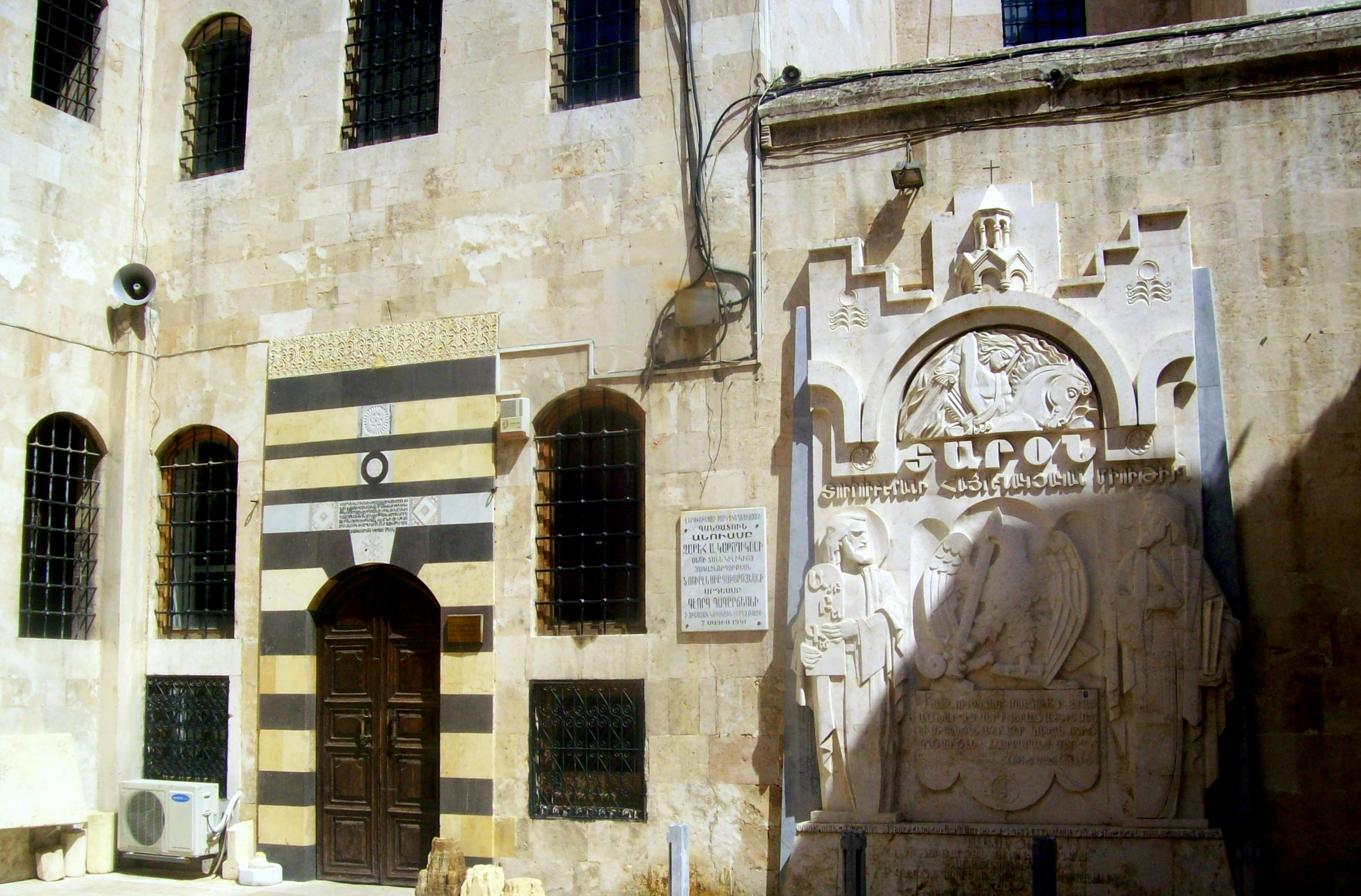
Ehemalige Kirche der Heiligen Muttergottes in al-Dschudaide

Die armenisch-apostolische Kirchengemeinde in Sulaymaniyah versteht ihre Kirche in direkter Nachfolge der alten Heilige-Muttergottes-Kirche im Stadtteil al-Dschudaide von Aleppo. Hier ist eine durchgehende Präsenz der Armenier mindestens seit dem 15. Jahrhundert nachweisbar, wobei als Gründungsdatum der dortigen Heilige-Muttergottes-Kirche, deren Gebäude direkt bei der armenisch-apostolischen Vierzig-Märtyrer-Kathedrale steht, 1429 angegeben wird. Anfang des 20. Jahrhunderts wurde die nur noch wenig genutzte Kirche in eine kirchliche Bücherei umgewandelt. 1991 wurde das Gebäude in ein kirchliches Museum umgewandelt und erhielt den Namen Zarehian-Schatzkammer nach dem armenischen Katholikos Zareh I. von Kilikien.

## Geschichte
Nach den Hamidischen Massakern an den Armeniern von 1894 bis 1896 und noch mehr nach dem Völkermord an den syrischen Christen im Zuge des Ersten Weltkrieges nahm die armenische Bevölkerung Aleppos durch Flüchtlinge aus den Gebieten der heutigen Türkei erheblich zu, wobei sich viele dieser Flüchtlinge im Stadtteil Sulaymaniyah niederließen. Bis in die Gegenwart spielen Unterschiede zwischen „alten Armeniern“, also armenischen Familien, die seit Jahrhunderten in Aleppo leben, und „neuen Armenien“, also Nachkommen der Flüchtlinge, eine Rolle, wobei die Vierzig-Märtyrer-Kathedrale in al-Dschudaide nach Angaben von deren Diakon Kevork vor allem die Kirche der „alten Armenier“ ist. In Sulaymaniyah gab es dagegen trotz der vielen Armenier lange Zeit keine eigene armenisch-apostolische Kirche. Viele der Armenier in Sulaymaniyah stammten aus Aintab (Gaziantep) in Kilikien, so auch der Geistliche Zarmayr Hindoyan, der ab den 1960er Jahren Spenden sammelte und so für die Kirche ein Grundstück erwarb.
Am 10. September 1972 wurde der Baugrund von Katholikos Choren I. von Kilikien in der Amtszeit des Bischofs Datev Sarkissian gesegnet. Die Kirche wurde 1982 fertiggestellt und am 1. Mai 1983 durch Karekin Sarkissian konsekriert. 1987 kam für die Kirchengemeinde eine große Halle mit einer Bühne hinzu, die für Kulturveranstaltungen und Seminare genutzt wird.
1993 wurde rechts vom Haupteingang zudem ein Chatschkar von Sarkis Balmanougian errichtet, um an den Völkermord an den Armeniern zu erinnern. Die Kirche wurde 1998 renoviert.
Im Bürgerkrieg in Syrien erlitt die Kirche einige Schäden am Dach und Glockenturm, weshalb 2019 Rekonstruktionsarbeiten stattfanden.

## Einrichtungen der Kirche
An die armenische Kirche angeschlossen sind die Sekundarschule Gertasirats und das Theater Zohrab Kaprielian.